# Blanche de Navarre (1424-1464)
Pour les articles homonymes, voir Blanche de Navarre.
Blanche de Navarre (9 juin 1424 - 2 décembre 1464) est la fille de Jean II d'Aragon et de Blanche Ire de Navarre.

## Biographie
Blanche épouse Henri IV de Castille en 1440. Après 13 ans, Henri veut divorcer : un examen officiel confirme alors la non-consommation du mariage. Le Pape accorde alors le divorce au motif qu'un acte de sorcellerie aurait empêché la consommation du mariage. Blanche est renvoyée chez elle, où sa famille l'emprisonne.
Après le décès de son frère Charles de Viane en 1461, elle est proclamée par des membres du parti anti-aragonais reine de Navarre légitime, en tant qu'héritière des droits de sa mère. Elle aurait ainsi dû devenir Blanche II, mais son père (qui souhaite garder le contrôle de la Navarre et s'allier au Béarn grâce au mariage de son autre fille Eléonore Ire à Gaston IV de Foix-Béarn) la fait emprisonner à Orthez au château de Moncade, et elle ne peut pas faire prévaloir ses droits à la couronne.
Jean II finit par la libérer, mais pour la remettre entre les mains de Gaston de Foix, l'époux de sa sœur cadette Éléonore qui la remet au cachot. Après sa mort, ses droits au trône passent à sa sœur qui, ayant toujours soutenu leur père, ne réclame pas la couronne avant 1479.
Elle est décédée en 1464 à Orthez n'ayant jamais eu d'enfant.